# Beith F.C.
Beith Football Club – szkocki klub piłkarski z siedzibą w Beith.

## Historia
Klub istniał w latach 1875–1938. W swojej historii rywalizował przez trzy sezony na trzecim szczeblu rozgrywkowym – w latach 1923–1926 w rozgrywkach Third Division.

## Reprezentanci kraju grający w klubie
|  | - David McCrae - William McGuire - Bobby Rankin - Jock Walker - Peter Wilson |